# کسمن پایین
کسمن پایین (به لاتین: Aşağı Kəsəmən) یک منطقه مسکونی در جمهوری آذربایجان است که در شهرستان آغ‌استفا واقع شده است. این روستا ۲۷۰۶ نفر جمعیت دارد.